# Porticus Aemilia
La Porticus Aemilia  era un portico di Roma antica.

## Storia e descrizione

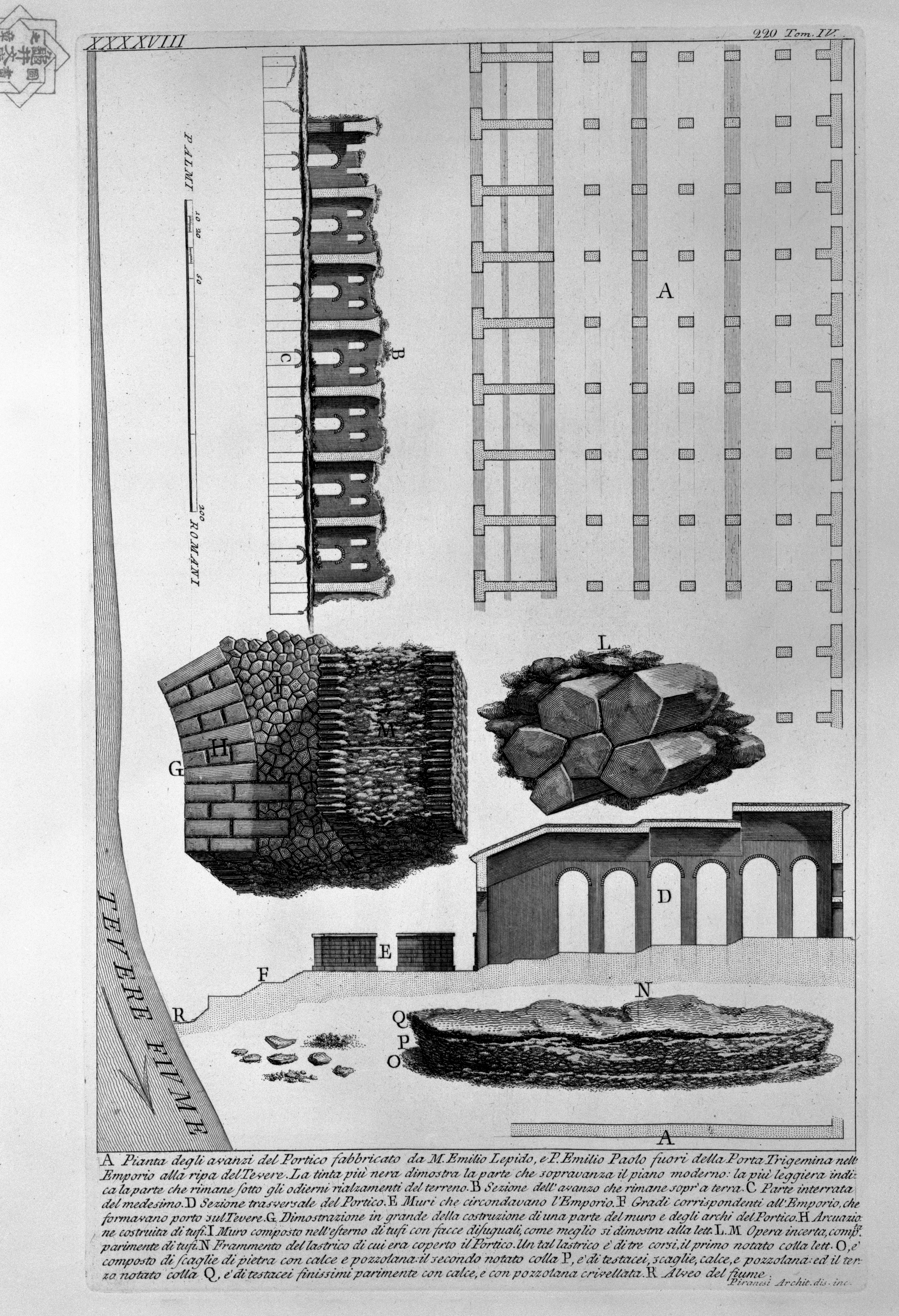
Dimostrazione degli avanzi del Portico fabbricato da M. Emilio Lepido e P. Emilio Paolo (Piranesi, 1756).

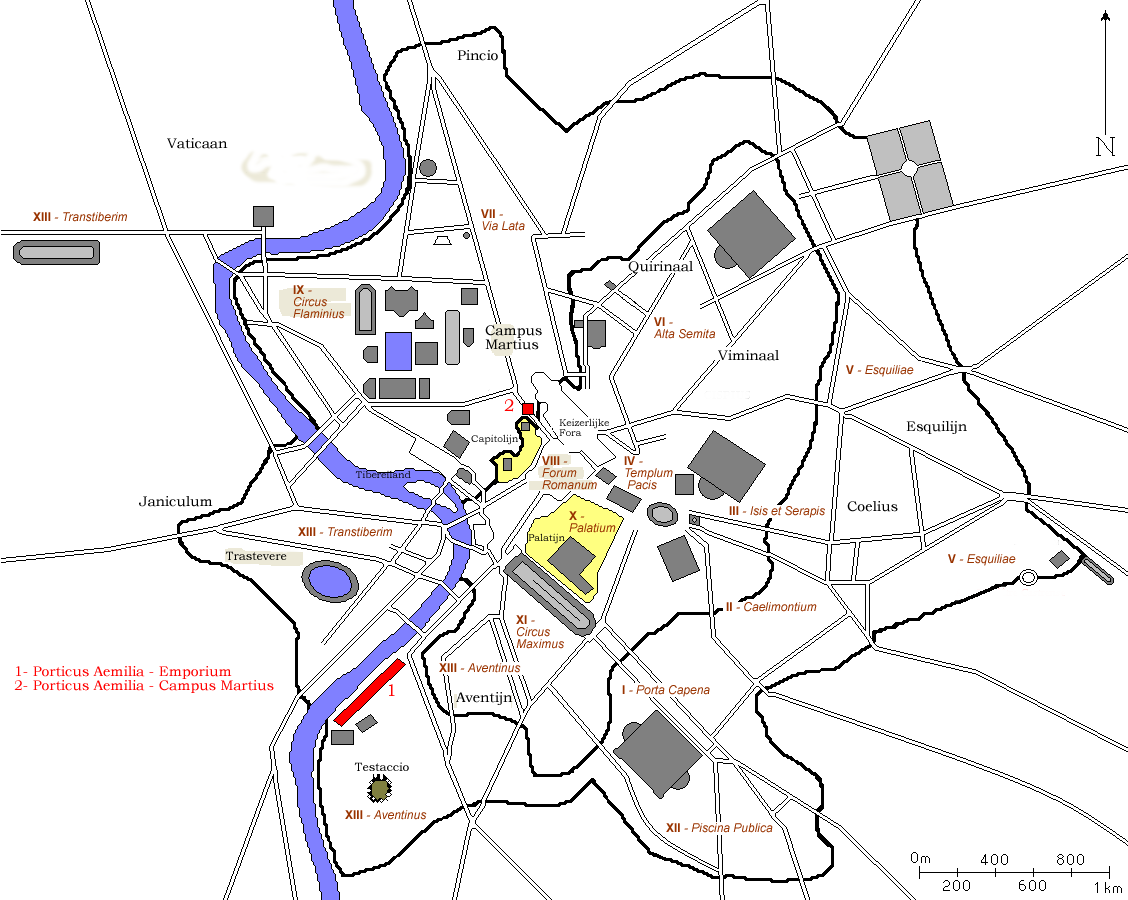
Collocazione ipotetica della Porticus Aemilia

Edificato nel 193 a.C. dagli edili Marco Emilio Lepido e Lucio Emilio Paolo (da cui il nome legato alla Gens Aemilia; Livio, 35.10.12), venne ricostruito nel 174 a.C. dai censori Quinto Fulvio Flacco e Aulo Postumio Albino (Livio, 41.27.8).
Le fonti non menzionano la funzione originaria del portico, che era situato  presso l'Emporium, il porto fluviale cittadino generalmente collocato nei pressi dell'Aventino. È stato proposto di identificare il portico con i resti che si trovano tra via Beniamino Franklin e via Marmorata: alcuni muri superstiti, in opera incerta di tufo, sono tuttora visibili in via Branca, in via Rubattino e in via Florio. Nel 2006 è stata suggerita un'identificazione alternativa di queste strutture con i Navalia repubblicani, destinati (nella fase originaria) ad ospitare le navi da guerra della flotta romana. Gli scavi condotti a partire dal 2010 dalla Soprintendenza Speciale per i Beni Archeologici di Roma in collaborazione con il Reale Istituto Neerlandese di Roma ed il I Municipio non hanno finora fornito dati utili a sostegno di questa identificazione  ma neanche a sostegno dell'identificazione con la Porticus Aemilia citata dalle fonti letterarie (che poteva essere una semplice via porticata, tra la Porta Trigemina e l'Emporio, e non un magazzino).
L'edificio in opus incertum era molto grande, lungo ben 487 metri, largo 60 e suddiviso in più ambienti da 294 pilastri, che creavano sette file (nel senso della profondità) e 50 navate, ciascuna coperta da una serie di volte sovrapposte e larghe 8,30 metri, per una superficie coperta di 25000 m². L'edificio era distante circa 90 metri dal fiume e qui, forse già a partire dall'età tardo-repubblicana, venivano immagazzinate le merci scaricate dalle imbarcazioni che rifornivano la città. A livello architettonico la tipologia di edifici utilitari rientrava in un campo molto ambito dagli architetti romani poiché in questa classe di edifici potevano largamente sperimentare i materiali da costruzione cercando di scoprirne nuove applicazioni. In epoca traianea o più tarda altri edifici si interposero tra il fiume e l'edificio in opus incertum.